# 연풍 나들목
연풍 나들목(Yeonpung IC)은 충청북도 괴산군 연풍면 삼풍리에 설치된 중부내륙고속도로의 20번 교차로이다. 나들목 진출입로 및 요금소는 연풍면 적석리와 접하고 있다.
연풍면으로 진출할 수 있으며, 인근에 조령산이 있다. 창원 방면에서 괴산읍내로 갈 때는 괴산 나들목 대신 이 나들목에서 진출하여 국도 제34호선을 이용하는 것이 가장 빠른 길이기도 하다.

## 구조물 정보
- 위치: 충청북도 괴산군 연풍면 삼풍리
- 영업소: 충청북도 괴산군 연풍면 중부내륙고속도로 195

## 접속하는 도로
- 연풍로 (구 국도 제34호선)
- 간접 연결 : 국도 제34호선 (중부로, 적석 교차로 이용)

## 교통량 정보
| 요금소        | 통행량 (대/일) | 통행량 (대/일) | 통행량 (대/일) | 통행량 (대/일) | 통행량 (대/일) | 통행량 (대/일) | 통행량 (대/일) | 통행량 (대/일) | 통행량 (대/일) | 통행량 (대/일) | 각주  |
| 요금소        | 2001년         | 2002년         | 2003년         | 2004년         | 2005년         | 2006년         | 2007년         | 2008년         | 2009년         | 2010년         | 각주  |
| ------------- | -------------- | -------------- | -------------- | -------------- | -------------- | -------------- | -------------- | -------------- | -------------- | -------------- | ----- |
| 연풍 (폐쇄식) | 미개통         | 미개통         | 미개통         | 1,179          | 1,421          | 1,514          | 1,480          | 1,154          | 1,096          | 1,119          | [ 1 ] |
| 요금소        | 2011년         | 2012년         | 2013년         | 2014년         | 2015년         | 2016년         | 2017년         | 2018년         | 2019년         |                | [ 1 ] |
| 연풍 (폐쇄식) | 1,137          | 1,137          | 1,229          | 1,315          | 1,359          | 1,376          | 1,497          | 1,506          | 1,501          |                | [ 1 ] |